# Magidos
Magidos (en grec antic: Μάγυδος, Màgydos; en llatí: Magydus) fou una població costanera de l'Àsia Menor situada entre Atalea i Perga, considerada part de Lícia o Pamfília, segons la font.
Es tracta d'una població coneguda solament pel testimoni del Periple de Pseudo-Escílax i per Claudi Ptolemeu, per les actes del Concili de Nicea (325) i el Concili de Calcedònia (451), i per les monedes batudes a la ciutat, amb la inscripció ΜΑΓΥΔΕΩΝ ('dels magideus'). A jutjar per les fonts, va ser una població de poca importància fins a l'època de l'Imperi, amb la seva època d'esplendor entre els segles i i iii dC. De tota manera, al segle v encara devia tenir una certa importància, si continuava essent seu episcopal.
Smith considera probable que sigui la mateixa població que la Mígdale (Μυγδάλη, Mygdalē) de l'Estadiasme de la Gran Mar (en), però Ruge (de) ho considera poc probable.
Leake la va identificar amb unes ruïnes a la localitat de Lara (en), a pocs kilòmetres d'Atalia.